# Bladon Springs
Bladon Springs ist ein gemeindefreies Gebiet im Choctaw County im Bundesstaat Alabama in den Vereinigten Staaten.

## Geographie
Bladon Springs liegt im Südwesten Alabamas im Süden der Vereinigten Staaten, etwa 25 Kilometer östlich der Grenze zu Mississippi. Es befindet sich unmittelbar südlich des 144 ha großen Bladon Springs State Park sowie wenige Kilometer westlich des Tombigbee River, der später in den Mobiler River übergeht und in den Mobile Bay und den Golf von Mexiko mündet.
Nahegelegene Orte sind unter anderem Silas (10 km westlich), Cullomburg (10 km südwestlich), Coffeeville (10 km östlich), Frankville (11 km südöstlich) und Millry (14 km südwestlich). Die nächste größere Stadt ist mit 195.000 Einwohnern das etwa 110 Kilometer südlich entfernt gelegene Mobile.

## Geschichte
Die Ortschaft entstand nahe der Mineralwasserquellen, die sich im heutigen Bladon Springs State Park befinden und früher als Hotel und Spa gewerblich genutzt wurden. Weite Teile der damals entstandenen Sommerresidenzen gehören heute zum Bladon Springs Historic District. Bei der Eröffnung der Postamtes 1831 hieß der Ort noch Warrior Bridge, in Anlehnung an die Indianerstämme, die das Land einst besaßen. 1844 erhielt der Ort seinen heutigen Namen. Um 1847 wurde eine Methodistische Kirche erbaut.

## Verkehr
Wenige Kilometer nördlich des Ortes verlaufen auf gemeinsamer Trasse der U.S. Highway 84 und die Alabama State Route 12, die beide im Westen einen Anschluss an den U.S. Highway 45 und im Osten einen Anschluss an den U.S. Highway 43 herstellen.
Etwa 42 Kilometer westlich befindet sich der Waynesboro Municipal Airport.

## Persönlichkeiten
- Frank W. Boykin (1885–1969), Politiker und Mitglied im US-Repräsentantenhaus